# Help Me (пісня Сонні Бой Вільямсона II)
«Help Me» — пісня американського блюзового музиканта Сонні Бой Вільямсона II, випущена синглом у 1963 році на лейблі Checker. Пісню перезаписали багато музикантів, серед яких Ten Years After, Джон Мейолл, Джонні Вінтер, Джуніор Веллс, Джордж Торогуд; у 1987 році вона була включена до Зали слави блюзу.

## Оригінальна версія
Авторство пісні належить Сонні Бой Вільямсону II (Райс Міллер), Віллі Діксону та Ральфу Бассу, які працювали на дочірньому лейблі Chess Records, Checker.
Пісня була записана 11 січня 1963 року в Чикаго, Іллінойс; у сесії взяли участь Сонні Бой Вільямсон II (вокал і губна гармоніка), Лафаєтт Лік або Біллі «Кід» Емерсон (орган), Метт Мерфі (гітара), Мілтон Ректор (бас) і Ел Данкан (ударні). Це була перша сесія Вільямсона з використанням органу в якості акомпанементу, що робить пісню досить схожою на хіт 1962 року «Green Onions» гурту Booker T. & the MG's.
У лютому 1963 року «Help Me» була випущена на синглі (Checker 1036; 7" 45) із «Bye Bye Bird» на стороні «Б». У 1963 році пісня посіла 24-е місце в хіт-параді R&B Singles журналу «Billboard», протримавшись там упродовж чотирьох тижнів.
У 1964 році пісня була випущена Chess на однойменному EP (CRE 6001). Пісня була включена Chess до збірки Вільямсона More Real Folk Blues (1966).

## Інші версії
Пісню перезаписали й інші виконавці, зокрема Джуніор Веллс (квітень 1966) під назвою «A Tribute to Sonny Boy Williamson» для альбому-компіляції Chicago/The Blues/Today! Vol. 1 (1966), Чарлі Масселвайт (січень 1967) для Stand Back! (1967), Canned Heat (серпень 1967) для дебютного однойменного альбому (1967), Ten Years After для дебютного однойменного альбому (1967), Джон Мейолл для The Diary Of A Band Volume Two (1968), Лютер Еллісон під назвою «You Gotta Help Me» для Love Me Mama (1969), Джонні Вінтер для The Progressive Blues Experiment (1969), Джордж «Гармоніка» Сміт для …Of the Blues (1969), Ван Моррісон для It's Too Late to Stop Now (1974), Джон Геммонд для Can't Beat the Kid (1975), Джеймс Коттон для Live and on the Move (1976), Бадді Гай і Джуніор Веллс для Live in Montreux (1978), Меджик Слім для Highway Is My Home (1978), Джиммі Візерспун для Spoon's Life (1980), Леррі Белл і Біллі Бранч для Chicago's Young Blues Generation (1982), Джиммі Докінс для Blue Ice (1991), Джуніор Веллс (листопад 1996) для концертного альбому Live at Buddy Guy's Legends (1997), Джордж Торогуд для 2120 South Michigan Ave. та ін.

## Визнання
У 1987 році «Help Me» в оригінальному виконанні Вільямсона (Checker, 1963) була включена до Зали слави блюзу в категорії «Класичний блюзовий запис — сингл/пісня».